# Campocolinus
Campocolinus is een in 2020 nieuw beschreven geslacht van vogels uit de familie fazantachtigen (Phasianidae).
Dit geslacht is nauw verwant aan de geslachten Francolinus, Scleroptila, Peliperdix en Pternistis. Soorten uit deze geslachten zijn hoenders die sterk lijken op patrijzen; ze zijn echter slanker en de snavel en de nek is langer. Ze zijn tussen de 31 en 42 cm lang en hun gewicht varieert tussen de 0,25 en 1,5 kg. Deze drie soorten komen in Afrika voor.

## Soorten
Er zijn drie soorten:
- Campocolinus albogularis  – Witkeelfrankolijn
- Campocolinus coqui  – Coquifrankolijn
- Campocolinus schlegelii  – Schlegels frankolijn